# Dub nad Moravou
Dub nad Moravou (in tedesco Dub an der March) è un comune mercato della Repubblica Ceca facente parte del distretto di Olomouc, nella regione di Olomouc.